# Liste der Baudenkmäler in Trappstadt
Auf dieser Seite sind die Baudenkmäler in dem unterfränkischen Markt Trappstadt zusammengestellt. Diese Tabelle ist eine Teilliste der Liste der Baudenkmäler in Bayern. Grundlage ist die Bayerische Denkmalliste, die auf Basis des Bayerischen Denkmalschutzgesetzes vom 1. Oktober 1973 erstmals erstellt wurde und seither durch das Bayerische Landesamt für Denkmalpflege geführt wird. Die folgenden Angaben ersetzen nicht die rechtsverbindliche Auskunft der Denkmalschutzbehörde.
 Diese Liste gibt den Fortschreibungsstand vom 7. Oktober 2022 wieder und enthält 57 Baudenkmäler.

## Baudenkmäler nach Gemeindeteilen

### Trappstadt
| Lage                                                                                         | Objekt                                                         | Beschreibung | Akten-Nr.     | Bild |
| -------------------------------------------------------------------------------------------- | -------------------------------------------------------------- | --- | ------------- | --- |
| Altenburgweg (am südlichen Ortsrand beim Schlossgarten) (Standort)                           | Bildstock                                                      | Mit sitzender Mutter Anna mit dem Marienkind, auf Säule und Sockel mit Stifterinschrift, spätbarock, bezeichnet „1758“ (1978 renoviert) | D-6-73-174-16 | [[Vorlage:Bilderwunsch/code!/C:50.31755,10.57257!/D:Altenburgweg (am südlichen Ortsrand beim Schlossgarten), Bildstock!/\|BW]] |
| Am Marktplatz (Standort)                                                                     | Kriegerdenkmal 1870/71, ergänzt für die beiden Weltkriege      | Sandsteinstele mit Kreuzbekrönung | D-6-73-174-59 | Kriegerdenkmal 1870/71, ergänzt für die beiden Weltkriege                                                                      |
| An den Drei Kreuzen (Standort)                                                               | Kreuzigungsgruppe                                              | Figuren Ende 18. Jahrhundert (Kreuze 1977 erneuert) | D-6-73-174-10 | Kreuzigungsgruppe |
| An der Kapelle 1, am Ortsausgang nach Eyershausen (1980 um vier Meter versetzt) (Standort)   | Dreifaltigkeitskapelle                                         | Steinbau mit Satteldach Eckpilastern und Rundbogenpforte, 1847; mit Ausstattung | D-6-73-174-17 | weitere Bilder |
| Dorfstraße 23 (Standort)                                                                     | Hausfigur                                                      | Gefasste barocke Maria Immaculata, 18. Jahrhundert | D-6-73-174-6  | weitere Bilder |
| Dorfstraße 24 (Standort)                                                                     | Katholische Pfarrkirche St. Burkard                            | Chorturmkirche, Turmuntergeschosse spätmittelalterlich, Turmabschluss mit Kuppel und Laterne sowie Langhaus mit Schweifgiebel und Lisenengliederung 1711–15, wohl von Joseph Greising; mit Ausstattung                                          | D-6-73-174-1  | weitere Bilder |
| Dorfstraße 24 (Standort)                                                                     | Grabmal Nivard Kichner                                         | Außen zwischen Chor und Langhaus, mit Auferstehungsrelief mit Baldachin, 1930 | D-6-73-174-1  | Grabmal Nivard Kichner |
| Dorfstraße 24 (Standort)                                                                     | Mariengrotte                                                   | Marienfigur wohl Terrakotta, um 1900 | D-6-73-174-1  | Mariengrotte |
| Dorfstraße 24 (Standort)                                                                     | Teile der ehemaligen Friedhofbefestigung                       | Mit Schießscharten, mittelalterlich | D-6-73-174-1  | weitere Bilder |
| Dorfstraße 24, im Friedhof (Standort)                                                        | Kreuzigungsgruppe                                              | Anfang 19. Jahrhundert | D-6-73-174-1  | weitere Bilder |
| Dorfstraße 27 (Standort)                                                                     | Bauernhof, Wohnhaus                                            | Eingeschossiger verputzter Fachwerkbau mit Satteldach, um 1800 | D-6-73-174-7  | weitere Bilder |
| Hauptstraße 27 (Standort)                                                                    | Bauernhof, Pforte                                              | Haustein, bezeichnet „1713“ | D-6-73-174-7  | weitere Bilder |
| Hauptstraße 27 (Standort)                                                                    | Bauernhof, Scheune und Nebengebäude                            | Fachwerk, 18.–19. Jahrhundert | D-6-73-174-7  | weitere Bilder |
| Dorfstraße 28 (Standort)                                                                     | Pfarrhaus                                                      | Zweigeschossiger Walmdachbau mit Ecklisenen und geohrten Fenstern, Mitte 18. Jahrhundert | D-6-73-174-4  | weitere Bilder |
| Nähe Dorfstraße (Standort)                                                                   | Marienstatue                                                   | Davor, 1748 | D-6-73-174-4  | weitere Bilder |
| Dorfstraße 28;Dorfstraße 30;Nähe Dorfstraße (Standort)                                       | Gartenmauer                                                    | Mit Rundbogenpforte 18. Jahrhundert | D-6-73-174-4  | weitere Bilder |
| Dorfstraße 30 (Standort)                                                                     | Nivard-Kirchner-Haus, ehemaliges Schulhaus, heute Kindergarten | Zweigeschossiger verputzter Walmdachbau, mit zwei symmetrisch den Haupteingang flankierenden Treppentürmen mit achteckiger verschieferter Haube, barockisierender Heimatstil, 1911–13 von Kreisbauamtsassessor Rudolf Esterer aus Bad Kissingen | D-6-73-174-3  | weitere Bilder |
| Dorfstraße 30 (Standort)                                                                     | Nebengebäude                                                   | Rückwärtig eingeschossig, mit Walmdach | D-6-73-174-3  | weitere Bilder |
| Dorfstraße 30, im Garten (Standort)                                                          | Laube                                                          | Mit Arkaden und Satteldach | D-6-73-174-3  | weitere Bilder |
| Dorfstraße 30 (Standort)                                                                     | Einfriedungsmauer                                              | Mit Holzzaun und Pforte mit Steinpfeilern und Freitreppe, seitlich spätgotische steinerne Pforte, bezeichnet „1597“ (restauriert 1979) | D-6-73-174-3  | weitere Bilder |
| Nähe Dorfstraße (Standort)                                                                   | Statue des heiligen Johannes Nepomuk                           | Sockel mit Stifterwappen der Familie Faust von Stromberg, Sandstein, spätbarock, 1748 von Sebastian Metz (1979/80 renoviert) | D-6-73-174-30 | weitere Bilder |
| Torhausstraße 1 (Standort)                                                                   | Torhaus                                                        | Zweigeschossiger Fachwerkbau mit Walmdach, Durchfahrt und zwei klassizistischen Haustüren, bezeichnet „1728“ (1987 renoviert) | D-6-73-174-2  | weitere Bilder |
| Torhausstraße 7 (Standort)                                                                   | Bauernhaus                                                     | Zweigeschossiger Walmdachbau mit verputztem Fachwerkobergeschoss, Ende 18. Jahrhundert | D-6-73-174-29 | weitere Bilder |
| Torhausstraße 8 (Standort)                                                                   | Ehemaliges Rathaus                                             | Zweigeschossiger Fachwerkbau mit Halbwalmdach, Steinsockel und zweiläufiger Freitreppe | D-6-73-174-12 | weitere Bilder |
| Torhausstraße 8 (Standort)                                                                   | Hoftor                                                         | Mit Sandsteinpfeilern, Pforte mit Wappen, bezeichnet „1788“ | D-6-73-174-12 | weitere Bilder |
| Torhausstraße 17 (Standort)                                                                  | Gasthof, heute Gasthaus zum goldenen Lamm                      | Zweigeschossiger Walmdachbau mit verputztem Fachwerkobergeschoss, an Türrahmung und Kartusche bezeichnet „1792“ | D-6-73-174-11 | weitere Bilder |
| Torhausstraße 17 (Standort)                                                                  | Nebengebäude                                                   | mit zweigeschossiger Laube | D-6-73-174-11 | weitere Bilder |
| Torhausstraße 17 (Standort)                                                                  | Nebengebäude                                                   | Walmdachbau mit Fachwerkobergeschoss, rundbogiger Toreinfahrt und Eckpilastern, bezeichnet „1792“ | D-6-73-174-11 | weitere Bilder |
| Torhausstraße 17 (Standort)                                                                  | Hofeinfriedung                                                 | Mit Steinpfeilern, 1792 | D-6-73-174-11 | weitere Bilder |
| Torhausstraße 19 (Standort)                                                                  | Bauernhof, Wohnhaus                                            | Eingeschossiger Fachwerkbau mit Halbwalmdach und hohem Steinsockel, bezeichnet „1813“ | D-6-73-174-9  | weitere Bilder |
| Torhausstraße 19 (Standort)                                                                  | Bauernhof, Nebengebäude                                        | In Fachwerk | D-6-73-174-9  | weitere Bilder |
| Torhausstraße 19 (Standort)                                                                  | Bauernhof, Torpfeiler                                          | | D-6-73-174-9  | weitere Bilder |
| Michelsbild; an einem Feldweg südlich der Ortschaft (Standort)                               | Heiligenhäuschen                                               | Relief des Erzengels Michael als Drachentöter, spätbarock, bezeichnet „1775“ | D-6-73-174-15 | BW |
| Mittelweg; an der Straße nach Alsleben (Standort)                                            | Kapelle Zur schmerzhaften Muttergottes                         | Im Innern Bildstock mit Vesperbild in Muschelnische, spätbarocke Rosenornamentik, 1765 | D-6-73-174-18 | weitere Bilder |
| Schloßgasse 2 (Standort)                                                                     | Neues Schloss                                                  | Zweigeschossiger Walmdachbau auf Hakengrundriss, verputztes Fachwerk mit Ecklisenen und geohrten Fensterrahmen, Schlossumbau um 1710 von Joseph Greissing                                                                                       | D-6-73-174-14 | weitere Bilder |
| Schloßgasse 2 (Standort)                                                                     | Zwei Nebengebäude                                              | In Fachwerk auf hohen Natursteinsockeln, breitgelagerte Scheune mit Satteldach und schmales Nebengebäude mit Walmdach | D-6-73-174-14 | weitere Bilder |
| Schloßgasse 2 (Standort)                                                                     | Altes Schloss                                                  | Zweigeschossiger traufständiger Steinbau der Renaissance mit Satteldach und pilastergegliederten Volutengiebeln, ehemals mit mittiger Tordurchfahrt, bezeichnet „1616“                                                                          | D-6-73-174-13 | weitere Bilder |
| Schulstraße (Standort)                                                                       | Heiligenhäuschen                                               | Barockisierende Wegkapelle mit Statue des heiligen Joseph, 18./19. Jahrhundert | D-6-73-174-5  | Heiligenhäuschen |
| Seemännlein, am nördlichen Ortsrand am „Essmännlein“ (Standort)                              | Bildstock                                                      | Expressionistisches Vesperbild einem Dreipass eingeschrieben, um 1925 | D-6-73-174-60 | Bildstock |
| Stubengasse 6 (Standort)                                                                     | Hausfigur                                                      | Farbig gefasste barocke Madonna, Holz, 18. Jahrhundert | D-6-73-174-8  | BW |
| St 2282 (an der Nordseite der Straße nach Linden, ca. 150 m vor der Landesgrenze) (Standort) | Steinkreuz                                                     | Wohl spätmittelalterlich | D-6-73-174-63 | Steinkreuz |

### Alsleben
| Lage                                                                                   | Objekt                                       | Beschreibung | Akten-Nr.               | Bild              |
| -------------------------------------------------------------------------------------- | -------------------------------------------- | --- | ----------------------- | ----------------- |
| Am Kirchplatz, auf einer Platzanlage östlich der Pfarrkirche (Standort)                | Gefallenendenkmal für 1870/71                | Marienfigur auf geböschtem Postament aus Rotsandstein mit Stufenunterbau, Sockelrelief mit Engel über gefallenem Soldaten, errichtet 1899 | D-6-73-174-45           | weitere Bilder    |
| Am Kirchplatz (Standort)                                                               | Bildstock                                    | Mit reich gestaltetem Aufsatz, Reliefs Marienkrönung und heiliger Joseph, seitlich heilige Barbara und ein heiliger Bischof, als Bekrönung heiliger Georg, bezeichnet „1742“ | D-6-73-174-26           | weitere Bilder    |
| Am Kirchplatz 2 (Standort)                                                             | Gasthaus zum Grünen Baum                     | Zweigeschossiger Halbwalmdachbau mit Fachwerkobergeschoss und Hausteinsockelgeschoss in Hanglage, um 1800 | D-6-73-174-33           | weitere Bilder    |
| Am Kirchplatz 2 (Standort)                                                             | Gasthaus zum Grünen Baum, Ausleger           | Schmiedeeisern mit Baumdarstellung | D-6-73-174-33           | weitere Bilder    |
| Am Kirchplatz 3, an der Königshöfer Straße unterhalb der Kirche (Standort)             | Kruzifix                                     | Mit Sockel auf Stufenunterbau, Ende 19. Jahrhundert | D-6-73-174-46           | weitere Bilder    |
| Am Kirchplatz 3 (Standort)                                                             | Katholische Pfarrkirche St. Kilian           | Saalkirche mit eingezogenem Chor und Turm einer ehemaligen Chorturmkirche östlich des Chors, Turmuntergeschoss spätmittelalterlich, um 1500, Turmobergeschoss mit Spitzhelm um 1610, Langhaus mit Schweifgiebel 1730–37 nach Plänen des Ingenieurhauptmanns Michael Müller, 1743 geweiht, mit Ausstattung | D-6-73-174-19           | weitere Bilder    |
| Am Kirchplatz, östlich des Kirchturms (Standort)                                       | Kirchengaden                                 | Mit Rundbogenportal, wohl 16. Jahrhundert | D-6-73-174-19           | weitere Bilder    |
| Am Kirchplatz, östlich des Kirchturms (Standort)                                       | Fachwerkhäuschen                             | Eingeschossig, mit Walmdach, bezeichnet „1841“ | D-6-73-174-19           | weitere Bilder    |
| Am Kirchplatz 14 (Standort)                                                            | Bauernhof                                    | Wohnhaus eingeschossiger Werksteinbau mit Halbwalmdach und hohem Sockel, in spätklassizistischen und neugotischen Formen, ornamentierte Brüstungsfelder und Hausmadonna, bezeichnet „1854“ | D-6-73-174-55           | weitere Bilder    |
| Am Kirchplatz 14 (Standort)                                                            | Bauernhof, Einfriedung                       | Mit reich ornamentierter Pforte und Torpfeilern | D-6-73-174-55           | weitere Bilder    |
| Am Kirchplatz 14 (Standort)                                                            | Bauernhof, Nebengebäude                      | | D-6-73-174-55           | weitere Bilder    |
| Am Kirchplatz 18 (Standort)                                                            | Wohnstallhaus                                | Eingeschossiger Fachwerkbau mit Halbwalmdach, spätes 18. Jahrhundert | D-6-73-174-32           | weitere Bilder    |
| Am Kirchplatz 22 (Standort)                                                            | Bauernhof                                    | Zweigeschossiges giebelständiges Fachwerkwohnhaus mit Satteldach auf hohem Sockel | D-6-73-174-23           | weitere Bilder    |
| Am Kirchplatz 22 (Standort)                                                            | Bauernhof                                    | Schmaleres zweigeschossiges Wirtschaftsgebäude in Fachwerk, um 1800 | D-6-73-174-23           | weitere Bilder    |
| Am Kirchplatz 30 (Standort)                                                            | Ehemaliges Pfarrhaus                         | Zweigeschossiger giebelständiger verputzter Fachwerkbau mit Satteldach über massivem Sockel mit Rundbogenportal, um 1600, bezeichnet „1779“ | D-6-73-174-31           | weitere Bilder    |
| Am Kirchplatz 30 (Standort)                                                            | Fußgängerpforte                              | Zweite Hälfte 19. Jahrhundert [Josephsfigur abgegangen] | D-6-73-174-31           | weitere Bilder    |
| Am Kirchplatz 30 (Standort)                                                            | Fachwerkscheune                              | 18. Jhd. | D-6-73-174-31           | weitere Bilder    |
| Eyershausener Weg, am Gänsberg Ortsausgang (Standort)                                  | Bildstock                                    | Mit zwei Wappen und Jesus-Monogramm, 17. Jahrhundert | D-6-73-174-56           | Bildstock         |
| Fuchslöcher, zwischen zwei Linden, ca. 350 m nordwestlich der Ursulakapelle (Standort) | Kreuzschlepper                               | Sandstein, bezeichnet „1774“ | D-6-73-174-48           | weitere Bilder    |
| Fuchslöcher, am Hohlweg zur Ursulakapelle (Standort)                                   | Säulenbildstock                              | Mit Marienkrönung und heiliger Ursula und mit Weinreben umranktem Säulenschaft, spätbarock, bezeichnet „1768“ (1869 renoviert) | D-6-73-174-49           | weitere Bilder    |
| Hauptstraße 17 (Standort)                                                              | Fachwerkhaus                                 | Zweigeschossiger giebelständiger Halbwalmdachbau mit hohem Sandsteinsockel, erste Hälfte 19. Jahrhundert | D-6-73-174-34           | weitere Bilder    |
| Hauptstraße 18 (Standort)                                                              | Hausmadonna                                  | Barock, 18. Jahrhundert | D-6-73-174-52           | Hausmadonna       |
| Heiligenweg, am Heiligenweg zur Ursulakapelle (Standort)                               | Heiligenhäuschen                             | Mit seitlichen Voluten und Bandelwerkdekor, mit Figur des heiligen Joseph, Mitte 18. Jahrhundert | D-6-73-174-27           | Heiligenhäuschen  |
| In den Bergen 1 (Standort)                                                             | Katholische Kapelle Heilig Kreuz             | Saalraum mit eingezogenem Chor, Dachreiter mit Spitzhelm, 1431; mit Ausstattung | D-6-73-174-21           | weitere Bilder    |
| In den Bergen 1 (Standort)                                                             | Kruzifix                                     | Im Winkel von Schiff und Chor, um 1900 | D-6-73-174-21 zugehörig | weitere Bilder    |
| In den Bergen 1 (Standort)                                                             | Kirchhofmauer                                | im Kern spätmittelalterlich | D-6-73-174-21 zugehörig | weitere Bilder    |
| Königshöfer Straße 20 (Standort)                                                       | Fachwerkhaus                                 | Zweigeschossig mit Halbwalmdach und Kalksteinsockel, um 1800 | D-6-73-174-41           | weitere Bilder    |
| Königshöfer Straße 20 (Standort)                                                       | Hoftor                                       | Drei vasenbekrönte Sandsteinpfeiler, über Gangpforte Wappenstein, barock, zweite Hälfte 18. Jahrhundert | D-6-73-174-41           | weitere Bilder    |
| Königshöfer Straße 25 (Standort)                                                       | Hoftor                                       | Barock, drei Steinpfeiler mit vorgelegten ionischen Pilastern und Vasenbekrönungen, zweite Hälfte 18. Jahrhundert | D-6-73-174-42           | Hoftor            |
| Königshöfer Straße 29 (Standort)                                                       | Fachwerkhaus                                 | Eingeschossig mit Satteldach auf hohem Sockel, Fachwerk, erste Hälfte 19. Jahrhundert | D-6-73-174-43           | weitere Bilder    |
| Königshöfer Straße 31 (Standort)                                                       | Fachwerkhaus                                 | Zweigeschossig mit Halbwalmdach und massivem Sockel, bezeichnet „1804“ | D-6-73-174-44           | weitere Bilder    |
| Königshöfer Straße 35 (Standort)                                                       | Schule                                       | Zweigeschossiger Satteldachbau mit Ecklisenen und hohem Sockel, in Hanglage, zur Kirche spätklassizistische Haustür, um 1860 | D-6-73-174-54           | weitere Bilder    |
| Königshöfer Straße 44 (Standort)                                                       | Hoftor                                       | Drei schlichte Steinpfeiler, bezeichnet „1773“ | D-6-73-174-40           | weitere Bilder    |
| Königshöfer Straße 44 (Standort)                                                       | Scheune                                      | | D-6-73-174-40           | BW                |
| Marktweg; am "Lumpenhügel" (Standort)                                                  | Fluraltar                                    | Mit Relief der 14 Nothelfer, bezeichnet „1831“ | D-6-73-174-50           | weitere Bilder    |
| Nähe Hauptstraße, an der Straße nach Trappstadt (Standort)                             | Bildstock                                    | Mit Maria Immaculata, bezeichnet „1678“, neugotisch verändert | D-6-73-174-28           | Bildstock         |
| Nähe Marktweg (Standort)                                                               | Bildstock                                    | Aufsatz mit Kreuzigungsgruppe und Marienkrönung und seitlichen Nebenfiguren, bezeichnet „1608“ (Säule von 1875) | D-6-73-174-58           | Bildstock         |
| Schafgarten (Standort)                                                                 | Aussegnungshalle                             | Erdgeschossiger Walmdachbau mit Spitzbogenöffnungen auf winkelförmigem Grundriss und offener Laube, bezeichnet „1932“, im seitlichen Flügel Wandgemälde der 1950er Jahre | D-6-73-174-53           | weitere Bilder    |
| Schafgarten (Standort)                                                                 | Gefallenenehrenmal                           | für beide Weltkriege 1914–18 und 1941–45 | D-6-73-174-53           | weitere Bilder    |
| Schafgarten (Standort)                                                                 | Friedhofskreuz                               | Kreuzigungsgruppe, Sandstein, 1875 | D-6-73-174-20           | Friedhofskreuz    |
| Sonnenstraße 2 (Standort)                                                              | Fußgängerpforte                              | Mit Vasenaufsätzen und Wappenstein, um 1800 | D-6-73-174-37           | Fußgängerpforte   |
| Sonnenstraße 4 (Standort)                                                              | Wohnhaus                                     | Eingeschossiger giebelständiger Fachwerkbau mit Satteldach, spätes 18. Jahrhundert | D-6-73-174-36           | weitere Bilder    |
| Sonnenstraße 12 (Standort)                                                             | Fachwerkhaus                                 | Eingeschossig mit Halbwalmdach und Sandsteinsockel, um 1800 | D-6-73-174-35           | weitere Bilder    |
| St. Ursula (Standort)                                                                  | Wallfahrtskirche St. Ursula                  | Saalbau mit dreiseitig geschlossenem Chor, Giebelseite in Werkstein, im Schweifgiebel mit Figur der heiligen Ursula in Muschelnische, 1750 (1875 durch Blitz Ruine, 1876 Wiederaufbau; 1888 Sakristeianbau); mit Ausstattung                                                                              | D-6-73-174-22           | weitere Bilder    |
| St. Ursula, an der Südseite der Kirche (Standort)                                      | Kreuzigungsgruppe                            | Mit neuromanischem Sockel, zweite Hälfte 19. Jahrhundert | D-6-73-174-22           | Kreuzigungsgruppe |
| Vorstadt (Standort)                                                                    | Säulenbildstock                              | Mit Kreuzigung und Marienkrönung, bezeichnet „1608“ und „1875“ | D-6-73-174-51           | weitere Bilder    |
| Vorstadt 1 (Standort)                                                                  | Bauernhof, Wohnhaus                          | Mit Fachwerkobergeschoss und Halbwalmdach mit Fußwalm, Nebengebäude in Fachwerk, erste Hälfte 19. Jahrhundert | D-6-73-174-24           | weitere Bilder    |
| Vorstadt 23 (Standort)                                                                 | Ehemaliger Freihof, Wohnhaus                 | Zweigeschossig mit Walmdach, Obergeschoss mit Zierfachwerk, um 1700, im Kern um 1600 | D-6-73-174-47           | weitere Bilder    |
| Vorstadt 23 (Standort)                                                                 | Ehemaliger Freihof, zugehöriges Nebengebäude | Haustein, bezeichnet „1614“ | D-6-73-174-47           | weitere Bilder    |
| Vorstadt 23 (Standort)                                                                 | Ehemaliger Freihof, Wappenstein              | | D-6-73-174-47           | weitere Bilder    |

## Ehemalige Baudenkmäler
In diesem Abschnitt sind Objekte aufgeführt, die früher einmal in der Denkmalliste eingetragen waren, jetzt aber nicht mehr. Objekte, die in anderem Zusammenhang – also z. B. als Teil eines Baudenkmals – weiter eingetragen sind, sollen hier nicht aufgeführt werden. Aktennummern in diesem Abschnitt sind ehemalige, jetzt nicht mehr gültige Aktennummern.

| Lage                                | Objekt          | Beschreibung                                                                                     | Akten-Nr.     | Bild            |
| ----------------------------------- | --------------- | ------------------------------------------------------------------------------------------------ | ------------- | --------------- |
| Trappstadt Schloßgasse 2 (Standort) | Ökonomiegebäude | Steinbau mit Halbwalmdach, 1790 (dendrochronologisch datiert) massiv umgebaut                    | D-6-73-174-13 | Ökonomiegebäude |
| Alsleben Brunnenstraße 2 (Standort) | Bauernhaus      | Eingeschossiger Fachwerkbau mit Halbwalmdach, Sockelgeschoss und Freitreppe in Haustein, um 1800 | D-6-73-174-38 | BW              |